# Yanair

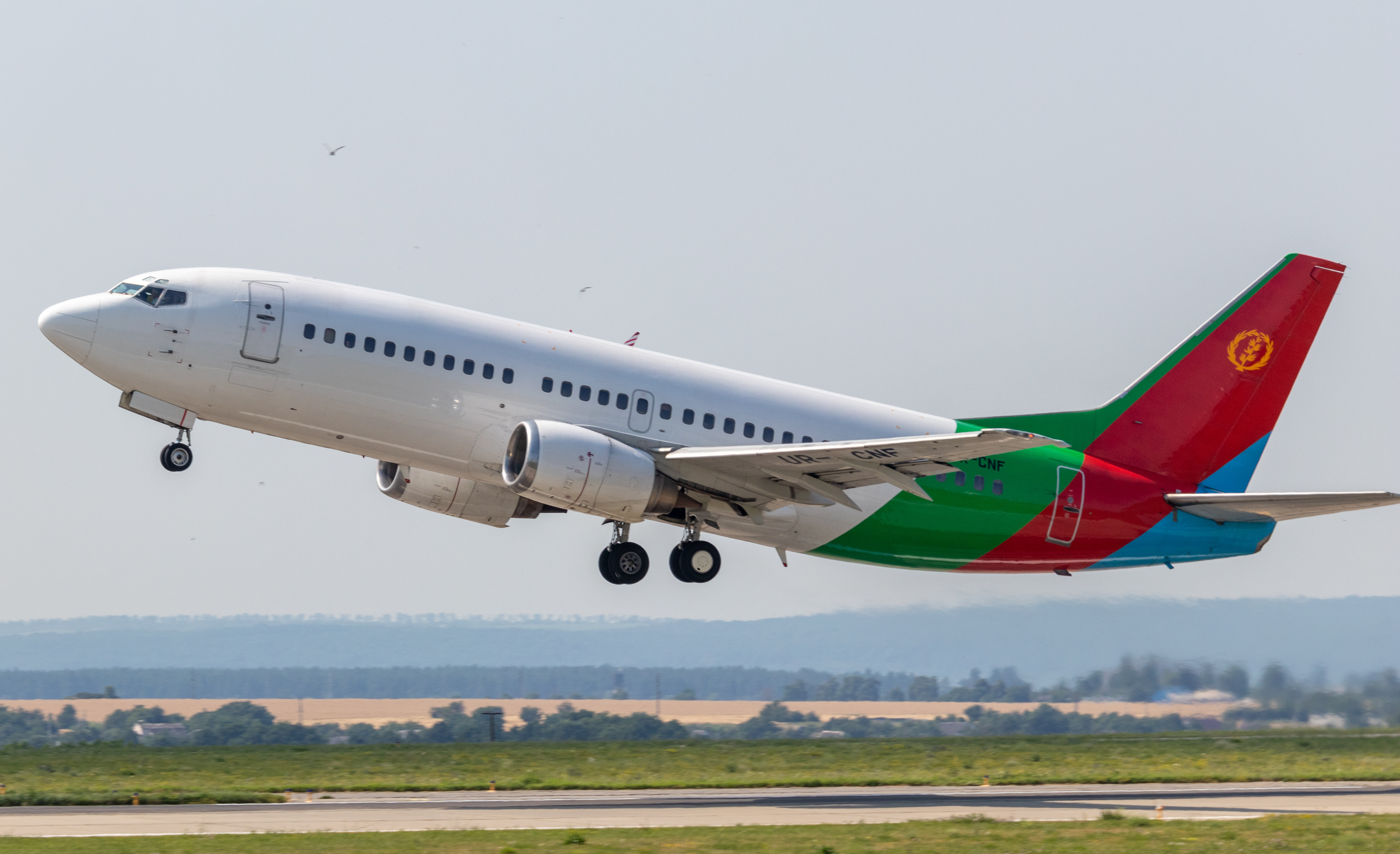
YanAir Boeing 737-300

YanAir — українська авіакомпанія, що базується в аеропорту «Житомир» і виконує польоти трьома літаками. Була заснована 2012 року і тоді почала літати за маршрутом Київ — Чернівці, потім відкрила польоти ще в кілька напрямків. Авіакомпанія Yanair зареєстрована в Житомирі та була ініціатором реставрації закритого в 1991 році житомирського аеропорту. До цього компанія здійснювала польоти з Вінниці та київського аеропорту «Жуляни». З 29 січня 2016 року компанія проводила польоти із заново відкритого аеропорту Житомир (Смоківка), який був закритим 25 років. Yanair виконує польоти за кордон з аеропортів Києва (Жуляни, Бориспіль), Харкова та Одеси.

## Напрямки

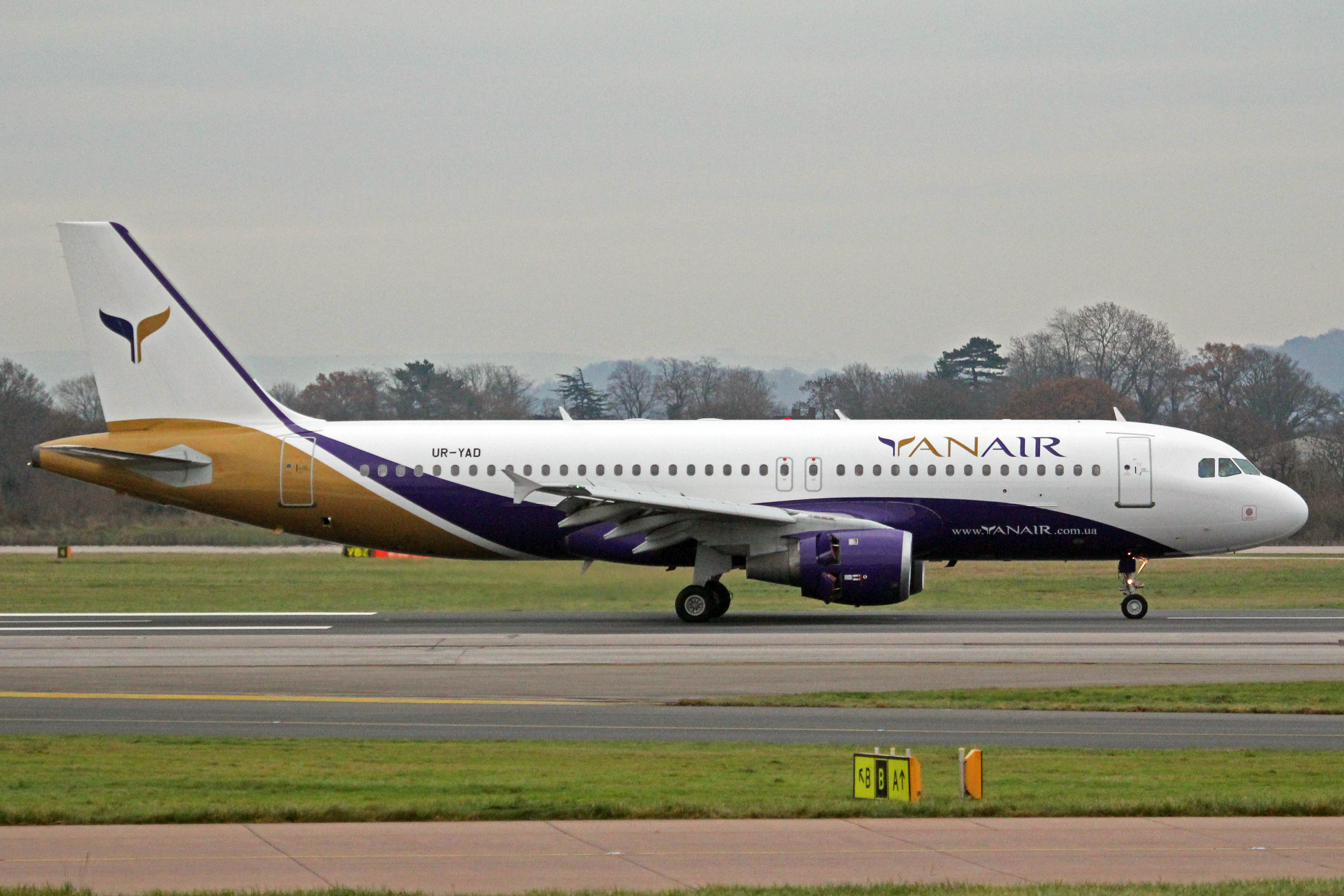
YanAir Airbus A320-200

На червень 2018.
 Вірменія
- Єреван – Єреван (аеропорт)[3]

 Грузія
- Батумі – Батумі (аеропорт)[4][5]
- Тбілісі – Тбілісі (аеропорт)[4][5]

 Ізраїль
- Тель-Авів – Тель-Авів (аеропорт)

 Польща
- Краків – Краків сезонний[6][7]

 Україна
- Київ – Київ-Жуляни базовий
- Одеса – Одеса (аеропорт) хаб[5]

Станом на червень 2021:
 Грузія
- Батумі – Батумі (аеропорт)[8]

## Флот
Станом на липень 2021
| Тип            | Реєстраційний номер | Пасажирів | Перший політ  |
| -------------- | ------------------- | --------- | ------------- |
| Boeing 737-300 | UR-CNF              | 146       | Вересень 1992 |
| Boeing 737-400 | UR-COI              | 168       | Грудень 1989  |
| Boeing 737-400 | UR-CQX              | 168       | Квітень 1990  |
| Разом          | 3                   | 3         | 3             |

Раніше компанія використовувала літаки Airbus A320, Airbus A321 та Saab 340.